# Стивънс (окръг, Оклахома)
Вижте пояснителната страница за други значения на Стивънс.
Окръг Стивънс (на английски: Stephens County) е окръг в щата Оклахома, Съединени американски щати. Площта му е 2308 km², а населението – 43 182 души (2000). Административен център е град Дънкан.